# Beau Dommage au forum de Montréal
 (avril 2017).
Si vous disposez d'ouvrages ou d'articles de référence ou si vous connaissez des sites web de qualité traitant du thème abordé ici, merci de compléter l'article en donnant les références utiles à sa vérifiabilité et en les liant à la section « Notes et références ».
Albums de Beau Dommage
Passagers
(1977) Beau Dommage au forum de Montréal, vol. 2
(1985)
Beau Dommage au Forum de Montréal est un album live du groupe de musiciens et chanteurs folk rock québécois Beau Dommage, sorti en 1984.
Il est enregistré en spectacle au Forum de Montréal fin octobre 1984.

## Liste des titres
| A1. | Tous les palmiers   | 3:33 |
| A2. | Tout va bien        | 5:25 |
| A3. | J'ai oublié le jour | 3:57 |
| A4. | Chinatown           | 5:01 |
| A5. | 23 décembre         | 2:37 |

| B1. | À toutes les fois                 | 4:41 |
| B2. | Tellement on s'aimait             | 6:09 |
| B3. | La Complainte du phoque en Alaska | 5:54 |
| B4. | Harmonie du soir à Châteauguay    | 3:18 |

Note
- Référence Polydor : 2424 250 (Vinyle), 3176 250 (cassette).

## Crédits

### Membres du groupe
- Pierre Bertrand : chant, basse, guitares, claviers
- Marie Michèle Desrosiers : chant, claviers
- Michel Hinton : claviers, accordéon
- Michel Rivard : chant, guitares, textes
- Réal Desrosiers : batterie, percussions
- Robert Léger : claviers, flûte, textes

### Équipes technique et Production
- Production : Alain Simard, Beau Dommage
- Mastering : Émile Lépine
- Réalisation, enregistrement, mixage : Michel Lachance assisté de Guy Charbonneau
- Enregistrement, mixage (assistant) : Cliff Bonnell
- Design : Beauchesne, Cayer et Associés
- Illustration : Luc Normandin
- Photographie : André Panneton, Carl Valiquet, Denis Alix